# Molophilus (Molophilus) orcus
Molophilus (Molophilus) orcus is een tweevleugelige uit de familie steltmuggen (Limoniidae). De soort komt voor in het Afrotropisch gebied.